# Georg von Buchwaldt
Georg von Buchwaldt, född omkring 1667, död 28 juli 1709 vid Poltava, var en svensk friherre och militär.
Georg von Buchwaldt var son till generallöjtnant Fredrik von Buchwaldt och Benedikta von der Wisch samt bror till Christian Albrecht von Buchwaldt. Han blev fänrik vid drottningens tyska livregemente till fot 1687, löjtnant där 1690, kapten 1692 och generaladjutant 1701. Buchwaldt var överste och chef för garnisonsregementet i Riga 1706 och chef för Jönköpings regemente 1706–1709. Han deltog bland annat i slaget vid Holowczyn och i slaget vid Poltava, där han stupade.